# Sheila Ryan
Sheila Ryan,  (8 de junio de 1921 – 4 de noviembre de 1975) fue una actriz cinematográfica estadounidense.

## Biografía

### Carrera
Su verdadero nombre era Katherine Elizabeth McLaughlin, y nació en Topeka, Kansas. Ryan firmó un contrato con 20th Century Fox en 1940, y protagonizó Dressed to Kill en 1941. Actuó en numerosos filmes de la década de 1940, incluyendo dos títulos de El gordo y el flaco, Great Guns (1941) y A-Haunting We Will Go (1942), así como el musical dirigido por Busby Berkeley The Gang's All Here (La banda está aquí) (1943). También participó en varias películas de misterio protagonizadas por los personajes de ficción Charlie Chan y Michael Shayne, a menudo trabajando junto a César Romero. A finales de los años cuarenta su carrera decayó, por lo cual empezó a actuar en cine de serie B. De esa época destaca una película de calidad, Railroaded! (El último disparo). Finalizando la década trabajó con Gene Autry interpretando varios de sus filmes, incluyendo The Cowboys and the Indians (1949), y Mule Train (1950). Además participó en muchos de los programas televisivos de Autry.

### Vida personal
En 1945 se casó con el actor Allan Lane, pero el matrimonio duró poco tiempo, divorciándose la pareja a los pocos meses.
Trabajando con Autry, Ryan conoció a Pat Buttram. Ambos se casaron en 1952, permaneciendo juntos hasta la muerte de la actriz en 1975. Tuvieron una hija, Kathleen (Kerry). 
Ryan se retiró de la interpretación en 1958, y falleció en Woodland Hills (Los Ángeles), California, a causa de una enfermedad pulmonar.